# Korito
Korito (makedonska: Корито) är en ort i Nordmakedonien. Den ligger i kommunen Gostivar, i den västra delen av landet, 40 kilometer sydväst om huvudstaden Skopje. Korito ligger 1 382 meter över havet och antalet invånare är 875.